# Superstau
Superstau ist eine deutsche Komödie von Manfred Stelzer aus dem Jahr 1991, produziert von Delta Film GmbH (Berlin) in Koproduktion mit Connexion Film GmbH & Co. KG (Hamburg). Die Gesellschaftssatire spielt mit zahlreichen Klischees und Stereotypen über die Deutschen sowie ihr Verhältnis zueinander und zur Urlaubsreise.

## Handlung
Deutschland kurz nach der Wiedervereinigung: Die erste große Reisewelle während der Sommerferien steht an und die Autobahnen sind hoffnungslos überfüllt. Während eines Staus auf einem Autobahnabschnitt in Bayern treffen unterschiedlichste, stark überzeichnete und klischeebehaftete Charaktere aus ganz Deutschland aufeinander.
Der ewig nörgelnde, selbstgerechte Bayer Ludwig ist mit seiner geduldigen Frau Maria und seiner Tochter Steffi im luxuriösen, mit allen Kleinigkeiten ausgestatteten Hymer-Wohnmobil unterwegs und hält mit einer Videokamera die Vergehen vermeintlicher Verkehrsrowdys als „Beweis“ fest. Seine einzigen Sorgen sind sein Stuhlgang und die Gefahr, in einen Stau zu geraten, wobei er sich dank seines Wohnmobils aber auf alles vorbereitet fühlt. Der cholerische Bergmann Hermann aus Gelsenkirchen im Ruhrpott ist im Audi 100 C2 mit seiner Frau Ilse und seinem Sohn Boris auf dem Weg nach Korsika. Sein größtes Problem ist der Zeitdruck und die ständige Angst, die Fähre nach Korsika zu verpassen. Fritzie Pippig, ein Friseur aus Ostdeutschland, muss mit seiner Frau Viola und deren Eltern in einem Trabi reisen, da ihr VW Golf bereits zuhause den Geist aufgegeben hat. Sie werden von Westermann, einem windigen Geschäftemacher im Porsche 911 Cabrio, übers Ohr gehauen, der ihnen zunächst eine Haftpflichtversicherung andreht und ihnen danach eine Kiste Club-Cola abschwatzt, um die Flaschen später zum Wucherpreis zu verkaufen.
Als die im Stau Stehenden nach stundenlangem Festsitzen beginnen, es sich um ihre Fahrzeuge herum bequem zu machen, spielen sich die beiden CB-Funker „Commander“ (Ford Granada) und „Mustang“ (Jeep) zu Ordnungshütern auf, teilen den Anderen Parzellen zu und regeln den Gang zur Notdurft in den Wald. Zuspruch finden die beiden dabei durch einen Westberliner Alpenverein, der mit einem Reisebus nach Österreich unterwegs ist. Weitere Einzelschicksale im Stau werden unter anderem durch einen umherirrenden Autofahrer auf der Suche nach seinem "kleinen gelben Auto" und durch die beiden angetrunkenen Hamburger Rocker Hinnerk und Clars verkörpert, die vergeblich versuchen, eine Palette Bier aufzutreiben. Auch der „Commander“ bleibt von der Versorgungslage auf der Autobahn nicht verschont, da er als Kettenraucher permanent nach Zigaretten sucht. Andere Reisende grillen, spielen Federball inmitten der festsitzenden Autos oder vertreiben sich mit einem Schäferstündchen im abgehängten Fahrzeug die Zeit. Hitze, Hunger, Durst und Zeitdruck sorgen aber nach und nach für Verzweiflung und Ärger unter den Reisenden. So trinken Autofahrer aus der Scheibenwaschanlage und Hermann verliert die Nerven, da er kein Telefon findet, um die Fähre nach Korsika zu kontaktieren.
Als am Abend ein Fernseher in Ludwigs Wohnmobil entdeckt und dieses daraufhin von Dutzenden Reisenden umringt wird, kann er die aufgeheizte Stimmung zunächst beruhigen, indem er den Fernseher für alle sichtbar aufstellt, auf dem ein Fußballspiel live übertragen wird. Immer mehr Reisende versammeln sich zum Fernsehen vor dem Wohnmobil und die Stimmung kippt, als die Menge sieht, wie Ludwigs Frau ihm ein Glas Bier serviert. Die hungrige und durstige Meute stürmt Ludwigs Wohnmobil und plündert seine gesamten Vorräte. Währenddessen flirtet Hermanns Frau Ilse mit dem Volvo-Fahrer Bruno, wobei sie im Gespräch plötzlich feststellt, dass sie und ihr Hermann durch ein Missverständnis einen Tag zu früh nach Genua gestartet sind, wodurch sie ihre Fähre noch nicht verpasst haben. Familie Pippig bricht ihre Reise nach Italien schließlich ab, indem sie einen Teil der Leitplanken abmontiert und über den Grünstreifen auf die Gegenfahrbahn wechselt, um nun doch lieber wieder am Plattensee Urlaub zu machen. Kurz darauf löst sich der Stau endlich auf und die Fahrt nach Süden kann weitergehen. Drei Wochen später treffen die Protagonisten wieder aufeinander, als sie auf der Rückfahrt an der gleichen Stelle erneut im Stau stehen.

## Drehort
Da der Film zum größten Teil auf der Autobahn spielt und üblicherweise keine echten Autobahnen für Filmaufnahmen zur Verfügung stehen, wurde als Drehort ein etwa drei Kilometer langes Autobahnstück südlich des ehemaligen Berliner Kontrollpunktes Dreilinden genutzt, das nach Inbetriebnahme der neuen Transitstrecke 1969 stillgelegt worden war. Dieses alte Autobahnteilstück lag während der deutschen Teilung im Grenzgebiet und war dadurch bei Drehbeginn fast vollkommen unberührt. Für den Film wurden Leitplanken und auch eine Notrufsäule installiert. In späteren Jahren entstanden auf diesem Autobahnstück die ersten Folgen der RTL-Serie Alarm für Cobra 11, bevor die Fahrbahn aus Naturschutzgründen zurückgebaut und das Gebiet renaturiert wurde. Zu sehen ist außerdem die Autobahn A8 nahe dem Grenzübergang Walserberg im Bereich der Abfahrt Piding mit Blick auf den Untersberg.

## Veröffentlichung
Am 21. März 1991 kam Superstau in die deutschen Kinos. Die Erstsendung im deutschen Fernsehen erfolgte am 12. Mai 1994 auf ProSieben.

## Kritik
„Wenngleich mancher Situationskomik Ironie nicht abgesprochen werden kann, verliert der Film durch krasse Überzeichnung, zumal der Aufhänger der Geschichte nicht den langen Atem für abendfüllende Unterhaltung besitzt.“